# Blind Man
"Blind Man" – piąty singel zespołu Black Stone Cherry, pierwszy promujący album Folklore and Superstition. Zespół umieścił utwór na swoim profilu MySpace 18 czerwca 2008, a jako singel pojawił się w sklepie iTunes 16 czerwca 2008. Utwór ten został wykorzystany w grze DiRT 2.